# Samorostlá vila (Luhačovice)
Samorostlá vila je roubený dům z počátku 20. století v Luhačovicích.

## Historie
Dům byl postaven na počátku 20. století. Od roku 1992 je kulturní památkou.

## Architektura
Jedná se o přízemní roubenou chalupu, inspirovanou lidovým stavitelstvím. Dům na obdélníkovém půdorysu má kamennou podezdívku a je kryt sedlovou střechou s podlomením a třemi vikýři. V uličním průčelí je prolomen pravoúhlý vstup a tři okna ve vyřezávaných šambránách. V bočním průčelí jsou dvě okna, rovněž ve vyřezávaných šambránách, v trojúhelníkovém štítu zdobeném olištováním pak dvě menší okénka. Druhý štít je lichoběžníkový, s valbičkou, a mezi dvěma okénky je umístěna soška svatého Floriána. V průčelí orientovaném do dvora má dům podsíň s vyřezávaným zábradlím a proskleným vstupním rizalitem.